# 69 Гесперія
69 Гесперія — астероїд головного поясу, відкритий 26 квітня 1861 року італійським астрономом Джованні Скіапареллі. Належить до перших 100 відкритих астероїдів. Названо на честь Гесперид, грецьких німф.
Тіссеранів параметр щодо Юпітера — 3,222.